# Myelochroa rhytidodes
Myelochroa rhytidodes är en lavart som först beskrevs av Hale, och fick sitt nu gällande namn av Elix & Hale. Myelochroa rhytidodes ingår i släktet Myelochroa och familjen Parmeliaceae.   Inga underarter finns listade i Catalogue of Life.